# Mare Humorum

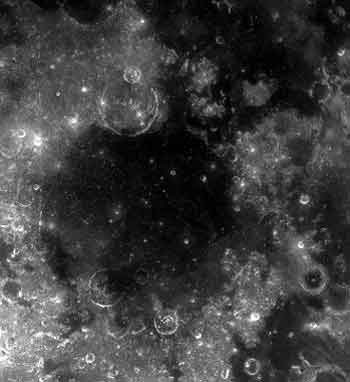
Mare Humorum.

Poloha Mare Humorum a ostatních moří.

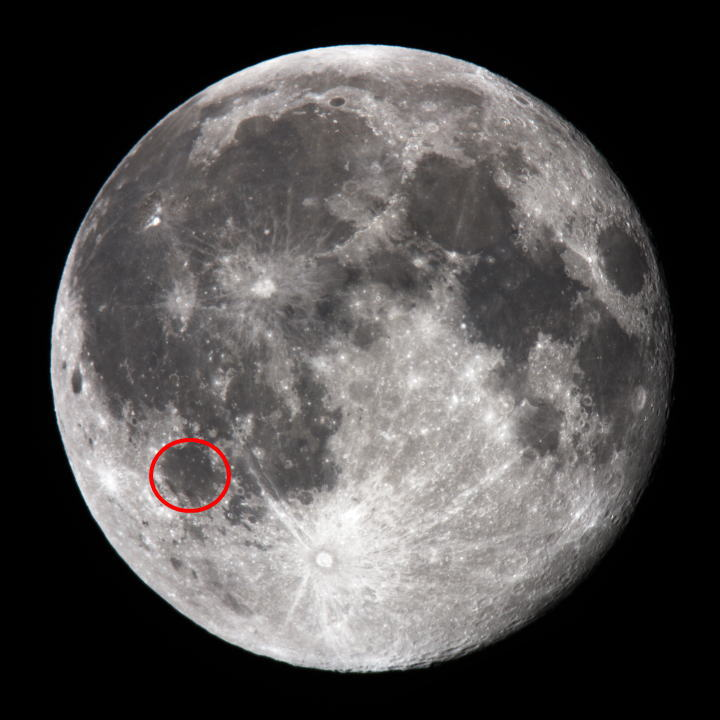
Poloha Mare Humorum.

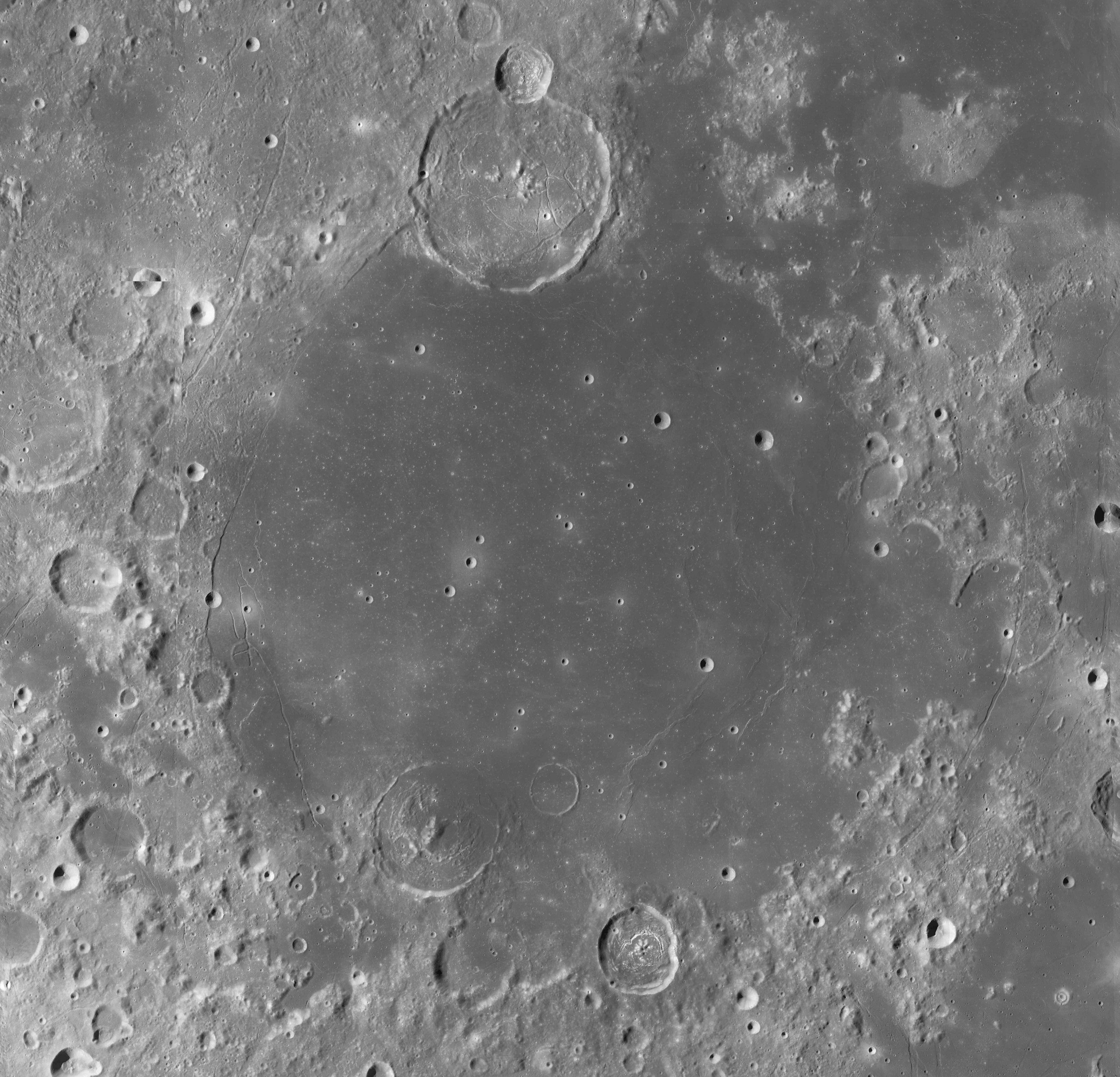
Mare Humorum. Velký kráter v horní části fotografie je Gassendi.

Mare Humorum (česky Moře vláhy nebo Moře mokřin) je měsíční moře kruhovitého tvaru s průměrem 380 km a rozlohou cca 113 000 km² rozkládající se na přivrácené straně Měsíce, západně od Mare Nubium (Moře oblaků) a jižně od oceánu Oceanus Procellarum (Oceán bouří). Podél jeho kraje jsou četné trhliny a zlomy. V jeho severní části leží velký kráter Gassendi protkaný sítí křižujících se brázd Rimae Gassendi. Jižně je trojice kráterů Doppelmayer, Vitello a Lee. Východně leží kráter Hippalus.

## Pojmenování
Mare Humorum pojmenoval (stejně jako většinu ostatních měsíčních moří) italský astronom Giovanni Battista Riccioli, jehož nomenklatura z roku 1651 se stala standardem. Ještě dříve jej francouzský filosof a astronom Pierre Gassendi nazval Anticaspia (opak ke Kaspickému moři, jak pojmenoval Mare Crisium). Nizozemský astronom Michael van Langren mu dal na své mapě z roku 1645 jméno Mare Venetum (Benátské moře). Astronom Johannes Hevelius jej nazval Sinus Sirbonis (Serbonský záliv, podle jezera Serbonis, nyní jezera Bardawil v Egyptě) ve své mapě z roku 1647.